# Kendrick Lynn

a Compétitions nationales et continentales officielles uniquement.

b Matchs officiels uniquement.
Dernière mise à jour le 11 décembre 2017.
Kendrick Lynn, né le 30 novembre 1982, est un joueur de rugby néo-zélandais évoluant notamment avec les Highlanders puis avec le club du Lyon OU.
Il est entraîneur des arrières du Lyon OU de 2016 à 2023.

## Biographie
Après l'ITM Cup 2013, Lynn quitte la Nouvelle-Zélande pour la France en signant au Lyon OU en Pro D2 en tant que joker médical de Romain Loursac. Ses 7 essais participeront à la remontée en Top 14 du club.
En 2016, il met un terme à sa carrière et entre le staff technique de son dernier club, le Lyon OU, pour prendre en charge l'entraînement des lignes arrières et des skills. En 2017, il prolonge son contrat de trois ans et est ainsi engagé avec le LOU jusqu'en 2021.

## Carrière d'entraîneur
| Saison      | Club    | Division | Poste    | Classement                | Coupe d'Europe                | Challenge européen |
| ----------- | ------- | -------- | -------- | ------------------------- | ----------------------------- | ------------------ |
| 2016 - 2017 | Lyon OU | Top 14   | Arrières | 10e                       | -                             | Éliminé en poule   |
| 2017 - 2018 | Lyon OU | Top 14   | Arrières | Éliminé en demi-finale    | -                             | Éliminé en poule   |
| 2018 - 2019 | Lyon OU | Top 14   | Arrières | Éliminé en demi-finale    | Éliminé en poule              | -                  |
| 2019 - 2020 | Lyon OU | Top 14   | Arrières | 2e (arrêt du championnat) | Éliminé en poule              | -                  |
| 2020 - 2021 | Lyon OU | Top 14   | Arrières | 9e                        | Éliminé en huitième de finale | -                  |
| 2021 - 2022 | Lyon OU | Top 14   | Arrières | 9e                        | -                             | Vainqueur          |